# Église du Sacré-Cœur de Reims
Pour les articles homonymes, voir église du Sacré-Cœur.
L’église du Sacré-Cœur est une église paroissiale de Reims, dans le quartier Clairmarais à Reims. Elle est dédiée à la dévotion du Sacré-Cœur
Désacralisée, elle accueille depuis décembre 2020, l’atelier de vitraux Simon-Marq.

## Historique
La paroisse du Sacré-Cœur à Reims a été créée par le cardinal Luçon en 1908, dans un quartier ouvrier, dont le développement a suivi l'essor de l'industrie. Plusieurs chapelles ont été construites dans le quartier de Clarmarais avant la construction de cette église, et des projets ont également été abandonnés.
L’église du Sacré-Cœur de Reims, des architectes André Gaston et Yves Michel est construite de 1956 à 1959 au sein du quartier de Clairmarais à Reims. Les travaux s'achèvent en octobre 1959 et bâtiment est béni le 25 octobre 1959 par Georges Béjot.

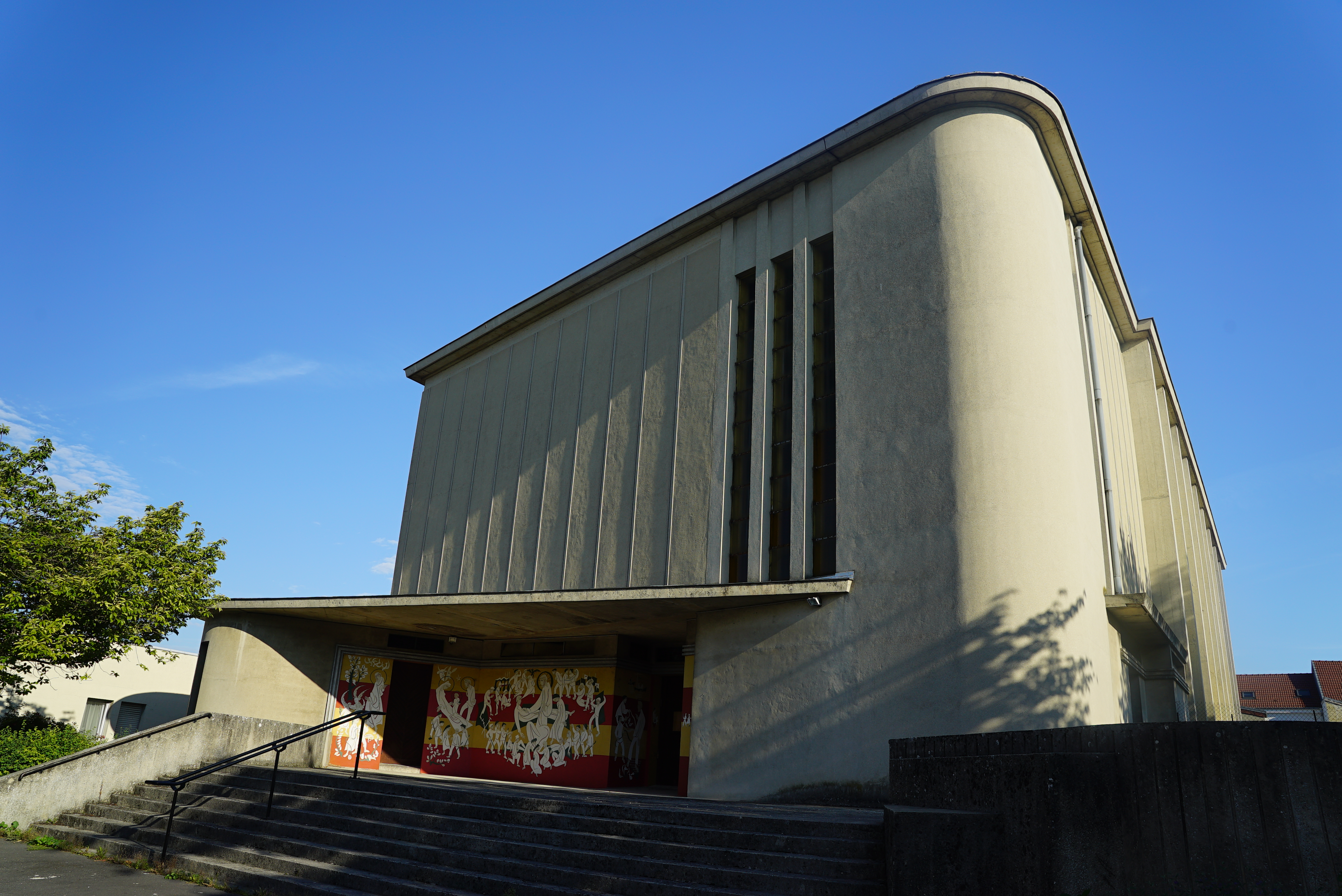
Peintures murales qui entourent le porche.
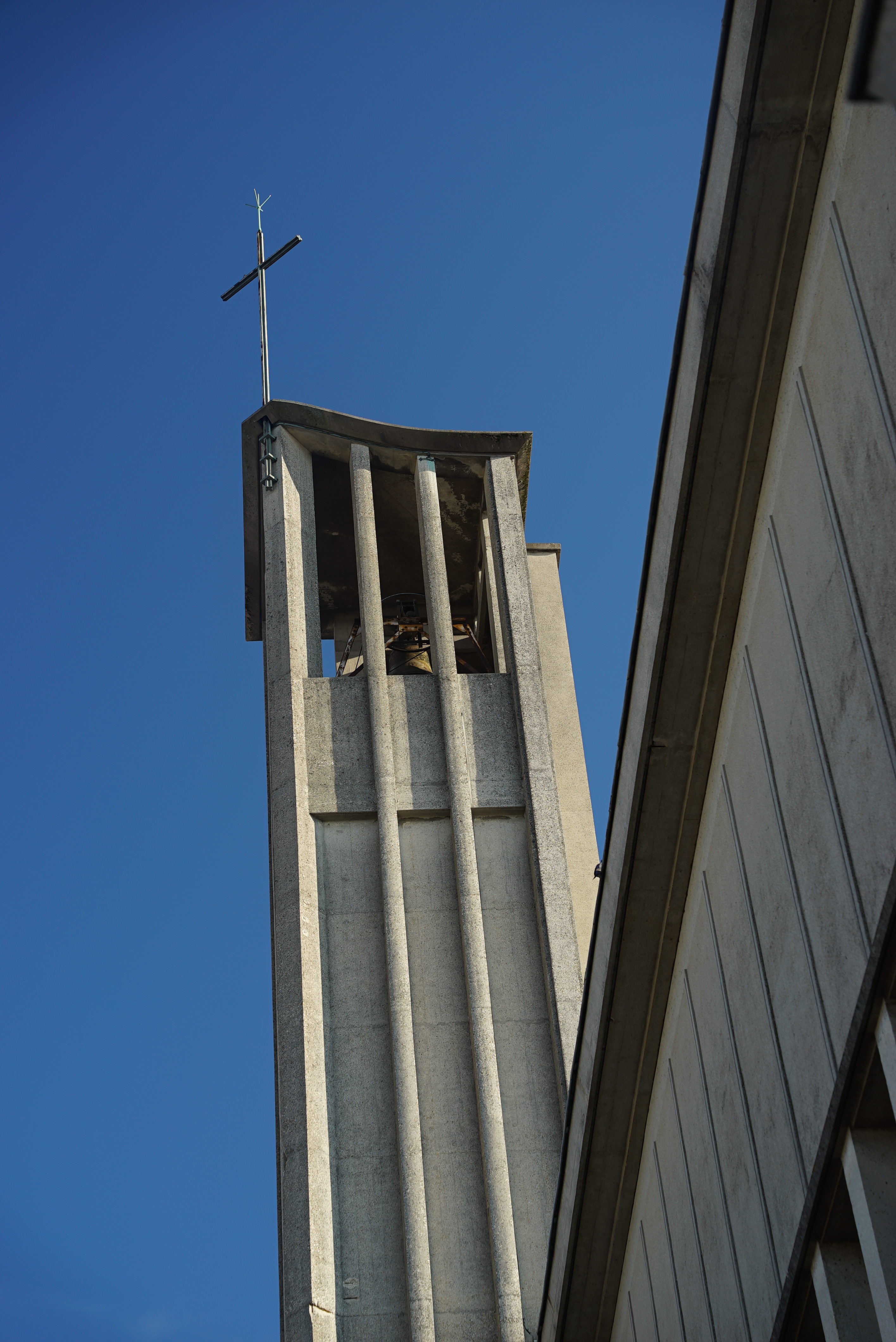
Clocher.
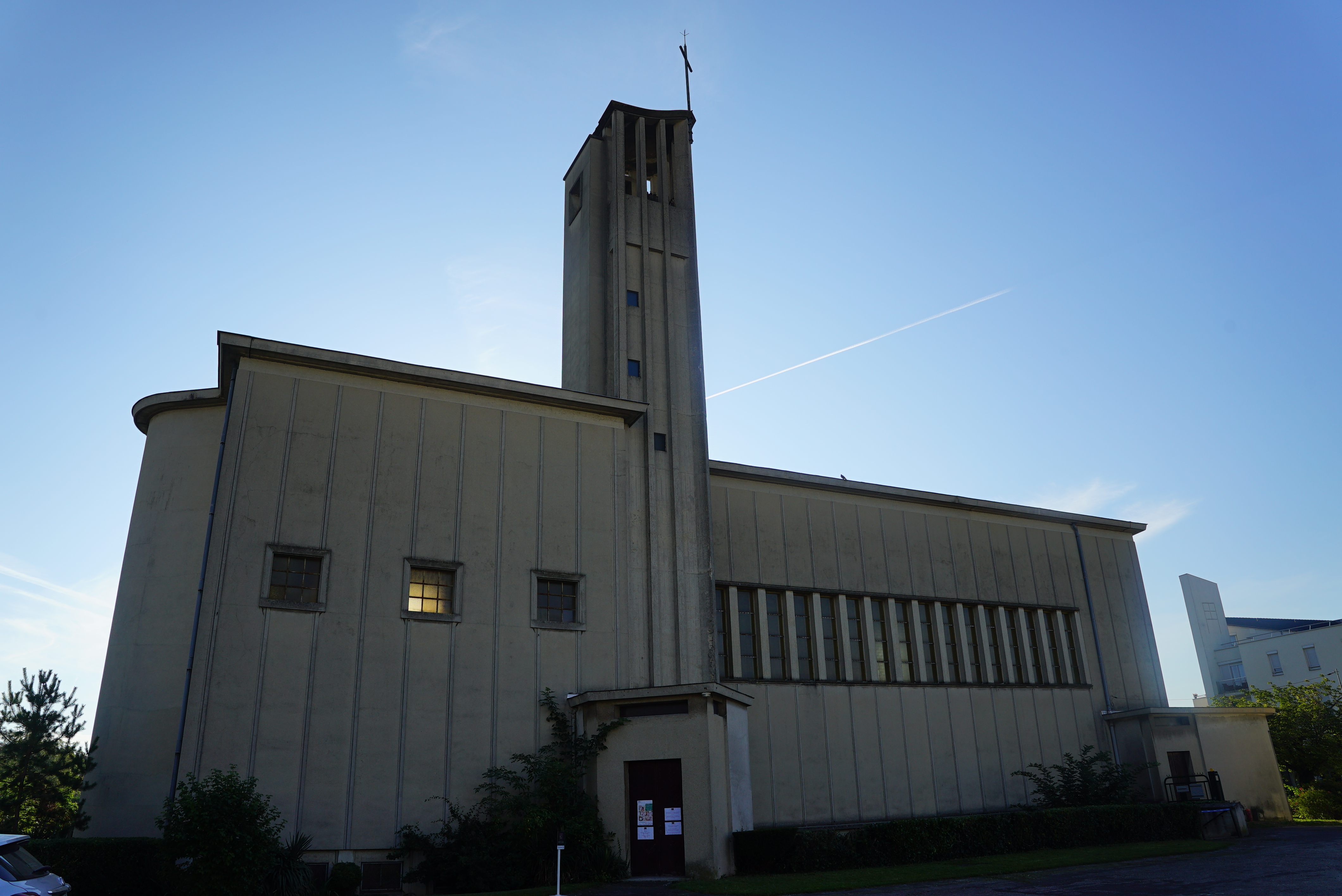
Facade ouest.
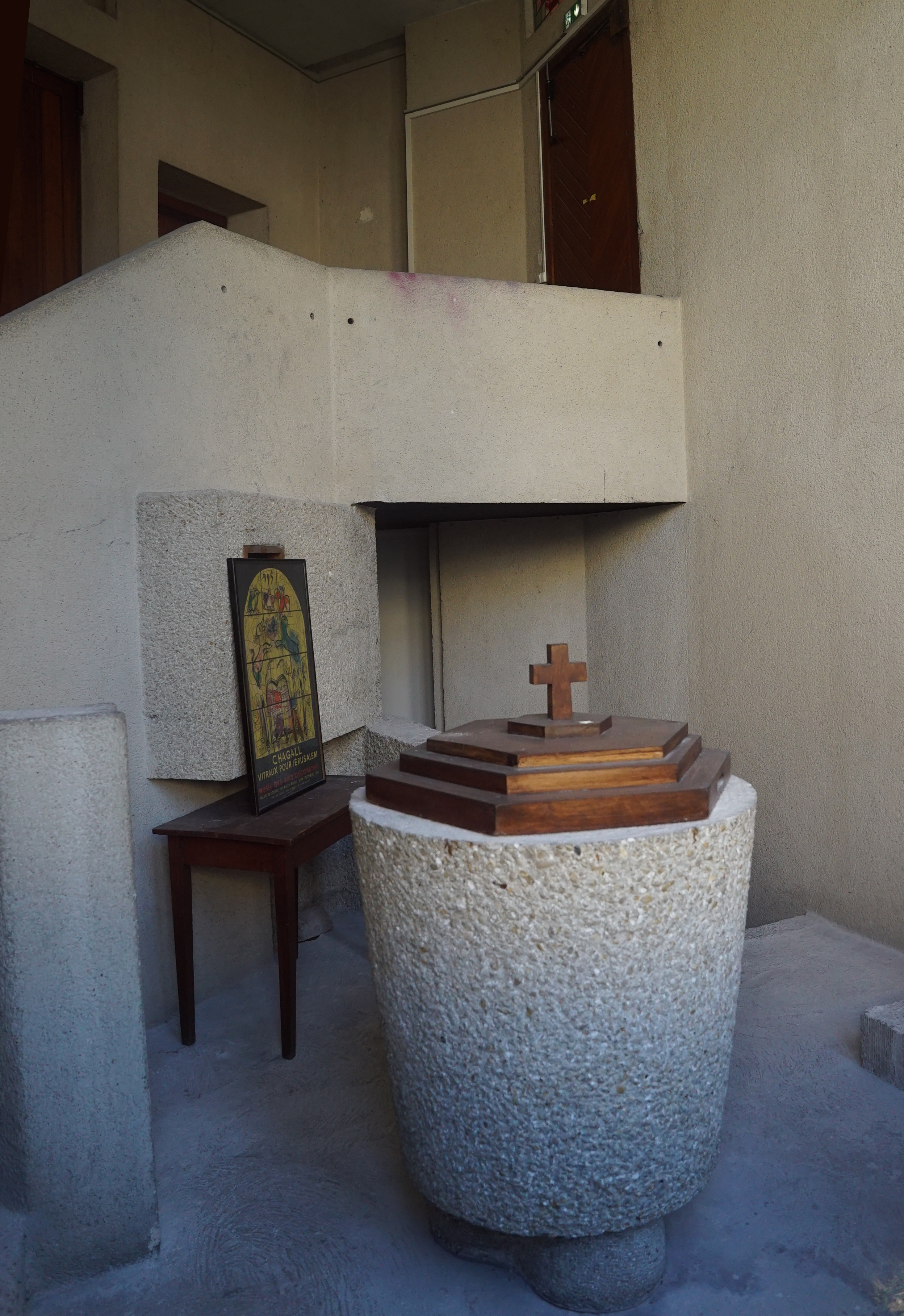
Baptistère.

## Caractéristiques

### Extérieur
L’église du Sacré-Cœur de Reims est construite en béton armé. Elle est réalisée sur deux niveaux.
Le niveau inférieur semi-enterré était constitué d’une salle polyvalente, de 8 salles destinées à l’enseignement du catéchisme et d’une crypte, avant sa transformation pour accueillir l’atelier de vitraux Simon-Marq, une entreprise exerçant dans le domaine des vitraux et de l'art sacré depuis 1640.

#### Le clocher et le porche
Le clocher d’une hauteur de 32 mètres est décalé de la nef et surmonté d’une croix en fer forgée. Une peinture murale polychrome habille les murs du porche.Cette peinture murale a été conçue et réalisée en 1961 par le Maître Verrier (ou vitrailliste) Hubert de Sainte Marie, originaire de Reims, mais dont l'atelier était situé à Quintin, Côtes d'Armor. 

### Intérieur

#### Les vitraux
L’intérieur de l'église est éclairé par deux vitraux de Charles Marq dédiés aux cinq plaies du Christ en lien avec le  Sacré-Cœur.

#### La nef
La nef, de forme rectangulaire, a été construite pour contenir 900 places. Les figures illustrant des scènes de l'Ancien et du Nouveau Testament ornent cette nef.